# Episodi di Merlin (prima stagione)
La prima stagione della serie televisiva Merlin è stata trasmessa nel Regno Unito dal 20 settembre al 13 dicembre 2008 sulle rete BBC One.
In Italia la stagione è stata trasmessa in prima visione dal 15 dicembre 2008 al 20 gennaio 2009 su Italia 1.
L'antagonista principale della stagione è Nimueh.
| nº | Titolo originale          | Titolo italiano                    | Prima TV UK       | Prima TV Italia  |
| -- | ------------------------- | ---------------------------------- | ----------------- | ---------------- |
| 1  | The Dragon's Call         | La chiamata del drago              | 20 settembre 2008 | 15 dicembre 2008 |
| 2  | Valiant                   | Valiant                            | 27 settembre 2008 | 15 dicembre 2008 |
| 3  | The Mark of Nimueh        | Il segno di Nimueh                 | 4 ottobre 2008    | 23 dicembre 2008 |
| 4  | The Poisoned Chalice      | Il calice avvelenato               | 11 ottobre 2008   | 23 dicembre 2008 |
| 5  | Lancelot                  | Lancillotto                        | 18 ottobre 2008   | 30 dicembre 2008 |
| 6  | A Remedy to Cure All Ills | Un rimedio per curare tutti i mali | 25 ottobre 2008   | 30 dicembre 2008 |
| 7  | The Gates of Avalon       | Le porte di Avalon                 | 1º novembre 2008  | 6 gennaio 2009   |
| 8  | The Beginning of the End  | L'inizio della fine                | 8 novembre 2008   | 6 gennaio 2009   |
| 9  | Excalibur                 | Excalibur                          | 15 novembre 2008  | 13 gennaio 2009  |
| 10 | The Moment of Truth       | Il momento della verità            | 22 novembre 2008  | 13 gennaio 2009  |
| 11 | The Labyrinth of Gedref   | Il labirinto di Gedref             | 29 novembre 2008  | 20 gennaio 2009  |
| 12 | To Kill the King          | Uccidere il re                     | 6 dicembre 2008   | 20 gennaio 2009  |
| 13 | Le Morte d'Arthur         | La morte di Artù                   | 13 dicembre 2008  | 20 gennaio 2009  |

## La chiamata del drago
- Titolo originale: The Dragon's Call
- Diretto da: James Hawes
- Scritto da: Julian Jones

### Trama
L'episodio si concentra sull'inizio delle avventure del giovane Merlino e sul suo inevitabile destino di proteggere il principe Artù. Merlino parte dalla piccola cittadina di Ealdor, luogo in cui aveva trascorso la sua infanzia, alla volta di Camelot, con la speranza di riuscire a trovare uno scopo ai suoi poteri magici. Non appena raggiunge Camelot, viene a conoscenza che il suo sovrano, Uther Pendragon, disprezza la magia e condanna a morte chiunque osi praticarla avendola bandita da 20 anni dopo la Grande Epurazione che ebbe fine dopo che Uther catturò il Grande Drago. Infatti, proprio in quel momento Thomas James Collins, un uomo accusato di magia e stregoneria viene giustiziato davanti agli occhi curiosi dell'intero regno e a quelli sofferenti della madre, che promette vendetta prima di smaterializzarsi nel nulla. Nel frattempo, Merlino prosegue il suo cammino e si reca da Gaius, il medico di corte, a cui il ragazzo salva la vita mentre rischiava di cadere brutalmente giù da una scala. Nonostante Merlino cerchi di negarla, Gaius capisce l'importanza dei suoi poteri magici ma promette di non farne parola con nessuno e di ospitarlo presso la sua dimora finché ne avrà bisogno. Nonostante ciò, le occasioni per mettersi nei guai non mancano: mentre si occupa di alcune commissioni affidategli da Gaius, Merlino interviene in difesa di un servitore continuamente bersagliato da quello che sembra essere uno dei tanti cavalieri arriganti del regni. In realtà, si tratta del principe Artù Pendragon in persona, il figlio di Uther che non tarda a rinchiudere il ragazzo in cella. Gaius riesce a liberarlo la mattina successiva ma con un piccolo prezzo da pagare: Merlino diventa il bersaglio del popolo che gli lancia addosso frutta e verdura a volontà. È proprio in quel momento che fa la sua conoscenza con Ginevra, o meglio Gwen, la serva di Lady Morgana, la figliastra del re. Merlino e Artù continueranno a provocarsi a vicenda, fino a sfociare in una vera e propria lotta dove Merlino sembra avere la meglio grazie all'aiuto della magia: nonostante ciò, la lite si conclude a favore del principe, che decide comunque di risparmiare Merlino perché avverte in lui qualcosa di diverso da tutti gli altri. Quella notte, Merlino viene per l'ennesima volta svegliato da una voce che pronuncia il suo nome e decide finalmente di seguirla: il suono lo porta nei sotterranei del castello, in una grotta in cui si trova imprigionato da anni l'ultimo Grande Drago, egli è imprigionato da una catena. La creatura lo informa che il suo destino è quello di proteggere Artù, i due daranno vita a un regno giusto e prospero, Albione. Nel frattempo, la madre di Thomas, uccide con una magia voodoo la cantante lady Helen e con un incantesimo assume le sue sembianze approfittando del fatto che era stata invitata a corte per volere di Uther e prepara la sua vendetta progettando di uccidere il figlio del re, così come lui aveva fatto nel suo caso, durante la cerimonia in cui tutti attendono il suo melodioso canto. In realtà, non appena comincia a cantare, lancia un incantesimo che fa addormentare tutti gli invitati al banchetto: tutti tranne Merlino, che capisce ciò che sta accadendo e riesce a tapparsi le orecchie in tempo. Grazie all'uso della magia, fa crollare uno dei lampadari esattamente sulla testa della donna, la uccide spezzando così l'incantesimo e facendole riassumere le sue sembianze originali. La donna, prima di morire aveva raccolto le sue ultime forze per lanciare un pugnale al cuore di Artù: è ancora Merlino a intervenire, si lancia contro il principe salvandolo in modo che il pugnale non possa colpirlo. Uther, per ricompensare il giovane ragazzo, nomina Merlino servitore di Artù, con il disappunto di entrambi. Gaius regala a Merlino un libro, è un manuale di magia, gli venne regalato quando era giovane, ma adesso vuole donarlo a Merlino dando per scontato che ne avrà bisogno.
- Guest star: Eve Myles (Mary Collins/Lady Helen), Caroline Faber (Hunith).
- Altri interpreti: Gary Oliver (Gregory), Ed Coleman (Morris), Louise Dylan (Bronwen).
- Ascolti UK: telespettatori 7 150 000[3]

## Valiant
- Titolo originale: Valiant
- Diretto da: James Hawes
- Scritto da: Howard Overman

### Trama
Valiant, un cavaliere, riceve da un mercante uno scudo magico sul quale sono dipinti tre serpenti, che possono prendere vita a suo piacimento e obbediscono ai suoi comandi. Valiant uccide il mercante proprio con i serpenti.
A Camelot, intanto, si svolge il torneo annuale al quale partecipano i cavalieri di tutto il regno, per ottenere il posto del campione in carica, il principe Artù; tra questi c'è anche Valiant, che pur di vincere il torneo è disposto a uccidere i suoi sfidanti. Merlino, nel frattempo, si trova a dover affrontare il suo primo giorno in qualità di servitore di Artù: deve rigovernare i suoi cavalli, allenarsi insieme a lui per il torneo, tenere sempre in buone condizioni la sua armatura... ma i compiti sembrano accumularsi ininterrottamente e il ragazzo ricorre in alcuni casi alla magia per affrettare i tempi. Proprio mentre sta radunando l'armatura del principe, Merlino sente dei rumori provenienti dallo scudo di Valiant ed è convinto che siano opera dei serpenti che vi sono dipinti: sfortunatamente Valiant si accorge della presenza di Merlino e lo caccia via, senza che quest'ultimo possa accertarsi di ciò che aveva visto. Il giorno dopo, però, durante un combattimento Valiant ordina ai serpenti di attaccare uno dei suoi sfidanti, sir Ewan, che viene immediatamente portato da Gaius: quando questi informa Merlino che la sua ferita somiglia incredibilmente al morso di un serpente, Merlino capisce che cosa sia successo e si reca da Valiant. Lì, vede con i suoi occhi i serpenti nutrirsi e prendere vita; pertanto, corre a informare Gaius, che però gli ordina di non dire nulla al re finché non abbia delle prove. L'unico testimone che possa provarlo è proprio sir Ewan: Valiant capisce che Ewan è il suo unico ostacolo nel compimento del suo piano e lo fa mordere nuovamente da un serpente e questa volta il morso gli è fatale. Nel frattempo, Merlino si reca da Artù, per informarlo a proposito di tutto ciò che aveva scoperto, giurandogli che si tratta della pura verità. Artù crede alle parole del suo servitore, perciò si reca personalmente a conferire con il re, affermando di avere la prova che ciò che dice è vero: il cavaliere Ewan, il testimone, e la parola di un cavaliere è molto importante secondo il regolamento. Proprio in quel momento però, Gaius li avverte della sua morte e Artù, furioso poiché Merlino gli aveva giurato di avere delle prove, è costretto a ritirare le sue accuse nei confronti di Valiant e a congedarsi. Artù ordina a Merlino di lasciare il castello, ma il ragazzo non si arrende, soprattutto perché sa che il prossimo e ultimo sfidante di Valiant è proprio lui, il principe Artù. Se combatterà contro Valiant, andrà sicuramente incontro alla sua morte e Merlino non può permettere che questo accada: come gli ha detto il Grande Drago, il suo destino è quello di proteggere Artù. Il momento del combattimento tra Valiant e Artù arriva e Merlino mette in atto il suo piano: vuole far prendere vita ai serpenti dello scudo nel momento in cui tutti avranno gli occhi puntati verso Valiant. I serpenti vengono così liberati dallo scudo con lo stupore di tutti gli spettatori, re compreso, e il cavaliere ordina loro di uccidere Artù, disarmato e inerme. Il principe riesce però a decapitare i serpenti con una spada lanciatagli in quel momento da Lady Morgana e a colpire Valiant con una ferita letale. Artù è ancora una volta il campione del torneo: al banchetto organizzato in suo onore, Artù ammette a Merlino di aver fatto uno sbaglio nel momento in cui gli ha ordinato di lasciare il castello e di volerlo ancora come suo servitore.
- Guest star: Will Mellor (Sir Valiant).
- Altri interpreti: Andy Linden (Devlin), Nicholas Gasson (Assistente), Keith Thorne (Ewan), Ed Coleman (Morris).
- Ascolti UK: telespettatori 5 400 000[3]

## Il segno di Nimueh
- Titolo originale: The Mark of Nimueh
- Diretto da: James Hawes
- Scritto da: Julian Jones

### Trama
A Camelot comincia una strana epidemia che porta a una rapida morte i contagiati. Merlino vorrebbe poter usare i suoi poteri per curarla, ma Gaius glielo impedisce. Tuttavia l'epidemia si diffonde sempre più, e quando viene contagiato il padre di Ginevra, Merlino decide di curarlo con la magia nonostante Uther sospetti che la malattia sia stata causata da un mago. Il giovane compie un atto di imprudenza, infatti Ginevra viene arrestata perché ritenuta colpevole di stregoneria e condannata a morte. Intanto Gaius scopre che il morbo si diffonde attraverso l'acqua, e recatosi con Merlino alla fonte, vi trovano un mostro e fuggono. Secondo Gaius la creatura è un Afanc, un essere d'argilla che può essere evocata solo da un potentissimo mago, e crede di sapere chi sia. Merlino chiede aiuto al Grande Drago e insieme a Morgana (determinata a salvare Ginevra) e Artù impugnando delle torce vanno a dare la caccia al mostro. Una volta trovato Merlino, senza che Artù se ne accorga, usa la magia per far sì che il fuoco della torca che il principe ha in mano possa bruciare vivo l'Afanc. Nel frattempo Gaius è andato da Uther e lo ha messo al corrente sul fatto che a causare il morbo sia stata Nimueh, una strega che da sempre perseguitava Uther. Ginevra viene perciò liberata.
- Guest star: Michelle Ryan (Nimueh), David Durham (Tom).
- Altri interpreti: Rick English (L'Afanc).
- Ascolti UK: telespettatori 6 300 000[3]

## Il calice avvelenato
- Titolo originale: The Poisoned Chalice
- Diretto da: Ed Fraiman
- Scritto da: Ben Vanstone

### Trama
Nimueh è furiosa con Merlino che le ha impedito di portare a termine il suo piano per distruggere Camelot. Così decide di tendergli una trappola: approfitta dell'arrivo di re Bayard di Mercia a Camelot per un incontro di pace con Uther. Il lord ha recato in dono al re due calici da cerimonia, uno per lui e uno per Artù. Nimueh si introduce nel castello vestita da serva e sostituisce il calice per Artù con uno avvelenato, poi avvicina Merlino e dopo aver stretto amicizia, durante la cerimonia, gli confida, mentendo, di aver visto Bayard mettere del veleno nel calice per Artù. Merlino interrompe la cerimonia rivelando ciò che ha appreso, ma Uther pretende delle prove, costringe così Merlino a bere dal calice per dimostrare che è avvelenato. Artù si rifiuta di mettere Merlino in pericolo, si offre lui stesso di bere, ma Merlino accetta le condizioni imposte da Uther e, subito dopo aver bevuto dal calice, il mago com'era prevedibile perde i sensi a causa del veleno. Bayard e i suoi vengono arrestati e Gaius porta Merlino nelle sue stanze. Scopre che l'avvelenamento è stato causato dal fiore della morte, che cresce solo in grotta situata nella Foresta di Balor (nelle Montagne di Isgaard) sorvegliata da un basilisco e l'antidoto si ricava dalle foglie dello stesso fiore. Se Merlino non sarà curato potrà sopravvivere al massimo cinque giorni. Artù si offre di andare a prendere il fiore nonostante la pericolosità della missione, ma Uther glielo vieta, non ritenendo opportuno che Artù, il futuro regnante di Camelot, rischi la vita per salvare un servo, affermando che Merlino dando la vita per Artù ha semplicemente adempiuto al suo dovere. Tuttavia Morgana incoraggia Artù a recarsi alle Montagne di Isgaard, anche a costo di disubbidire al padre, proprio perché Artù sarà un giorno il re di Camelot a maggior ragione deve salvare Merlino, perché il popolo non rispetterà Artù finché egli si sottometterà a Uther con servilismo piuttosto che rischiare per salvare un servo. Artù in piena notta lascia il castello a si avventura verso la Foresta di Balor. Durante il viaggio Nimueh tende delle trappole ad Artù, per cominciare gli scatena contro il basilisco, tuttavia il principe lo affronta valorosamente e lanciandogli contro la sua spada lo infilza uccidendo il mostro. Trovata la grotta, vi si addentra, ma Nimueh tenta di farlo cadere su un precipizio. Artù pur di non precipitare si aggrappa alla parere rocciosa, intanto a Merlino gli si alza la febbre, ma quasi inconsciamente egli percepisce che Artù è in pericolo e con la sua magia genera un globo di luce che permette al principe di farsi strada nella grotta e di trovare il fiore. Una volta colto il fiore il globo di luce conduce Artù all'uscita della caverna. Gaius intanto scopre che la potenza del fiore è stata intensificata da un incantesimo e quindi non può essere opera di Bayard. Artù torna a Camelot, ma il re lo chiude nelle segrete e stritola con la mano il fiore che Artù aveva portato, vuole che Merlino muoia in modo da punire Artù per aver disubbidito a un ordine diretto di suo padre. Tuttavia Artù si è accorto che il fiore è, seppur in parte, ancora integro, lo raccoglie dopo che Uther lo aveva lasciato cadere accanto alla cella. Ginevra riesce a intrufolarsi nelle segrete con la scusa di voler dare del cibo su un vassoio al principe. Con astuzia Artù finge di non volere il cibo chiedendo a Ginevra di riprendersi in vassoio, ma in realtà ha semplicemente lasciato il fiore sul vassoio affinché Ginevra lo possa consegnare a Gaius e preparare l'antidoto, senza che le guardie se ne accorgano. Gaius, grazie al fiore, prepara l'antidoto ma per aumentarne l'effetto usa un incantesimo, infatti Nimueh aveva usato la magia per rendere più letale il veleno, e dunque solo la stessa magia può guarire il ragazzo. Infine Gaius fa bere a Merlino l'antidoto salvandogli la vita. Poi Gaius parla con Uther e lo convince a evitare la guerra con il regno di Bayard, perché è certo che sia stata opera di Nimueh. Artù è po' confuso, Nimueh aveva l'occasione di ucciderlo nella caverna ma si è astenuta dal farlo, lei aveva affermato che il destino ha già sancito che lui verrà ucciso, ma per mano di un'altra persona. Merlino e Artù si ringraziano vicendevolmente, ciascuno dei due ha salvato la vita all'altro, ormai Merlino ha capito che Artù è un uomo d'onore.
- Guest star: Michelle Ryan (Nimueh).
- Altri interpreti: Clive Russell (Bayard), Gary Oliver (Gregory), Jamie Kenna (Guardia), Paul Kynman (Sir Cador).
- Ascolti UK: telespettatori 6 480 000[3]

## Lancillotto
- Titolo originale: Lancelot
- Diretto da: Ed Fraiman
- Scritto da: Jake Michie

### Trama
Merlino, mentre è in un bosco, viene attaccato da una feroce creatura e in suo soccorso interviente un giovane di nome Lancillotto, che riesce a far fuggire la bestia. Ma viene ferito, così Merlino lo porta da Gaius che lo cura. Merlino è grato a Lancillotto, e vorrebbe ripagare il favore: il giovane, infatti, sogna di diventare un cavaliere di Camelot e Merlino pensa di rivolgersi ad Artù. Gaius però gli fa notare che il primo codice di Camelot prevede che i cavalieri debbano essere dei nobili. Merlino non si lascia scoraggiare e decide di creare, con la magia, un finto sigillo di nobiltà. Lancillotto inizialmente non voleva imbrogliare, ma si lascia convincere da Merlino: Ginevra realizza un'armatura per lui e supera la prova di ammissione. Ma prima di essere nominato cavaliere, e poter partecipare alla battaglia contro il grifone (la creatura da cui Lancillotto aveva salvato Merlino), l'inganno viene scoperto e Lancillotto condannato a morte. Intanto si scopre che la bestia non muore dopo che Artù le aveva inferto un colpo mortale, e secondo Gaius è una creatura della magia e può essere sconfitta solo con essa. Artù e i cavalieri la affronteranno comunque, così Merlino comincia a esercitarsi con un incantesimo per ucciderla, ma senza successo. Quando Artù libera Lancillotto intimandogli di lasciare Camelot, e Lancillotto in segreto decide di provare a sconfiggere la bestia, Merlino lo segue. Mentre Artù e gli altri sono svenuti, Lancillotto affronta il grifone e grazie all'incantesimo di Merlino che anima con il suo potere la lancia brandita da Lancillotto con cui egli affronta il grifone, infligge al mostro il colpo fatale con cui Lancillotto lo uccide. Artù in seguito vorrebbe ricompensarlo con la nomina a cavaliere, al contrario di Uther, ma Lancillotto, parlando con Merlino, rivela di averlo visto usare la magia, che manterrà il segreto ma che non vuole prendersi il merito e, congedando Artù e Uther, lascia Camelot.
- Guest star: Santiago Cabrera (Lancillotto), Michael Cronin (Geoffrey di Monmouth).
- Ascolti UK: telespettatori 5 370 000[3]

## Un rimedio per curare tutti i mali
- Titolo originale: A Remedy to Cure All Ills
- Diretto da: Ed Fraiman
- Scritto da: Julian Jones

### Trama
Edwin Muirden, un uomo dal volto sfigurato, fa in modo che a Morgana venga consegnato un mazzo di fiori, in piena notte dai fiori che sono stati riposti nella camera da letto della ragazza, sbuca fuori uno strano insetto che entra nell'orecchio sinistro di Morgana. Il giorno dopo quest'ultima inizia a sentirsi male, Gaius la visita ma non riesce a capire cosa l'abbia fatta ammalare, Morgana a breve morirà, la medicina non può nulla e in ogni caso Gaius vieta a Merlino di usare la magia per guarirla, ricordandogli di quando ha peggiorato le cose salvando il padre di Ginevra con i propri poteri. Edwin si presenta ad Artù come un medico, si offre di salvare Morgana, il ragazzo non bada molto alle sue parole, ma poi quando scopre che a Morgana rimangono poche ore di vita accetta il suo aiuto. Edwin chiede a tutti di lasciarlo solo con Morgana la quale ormai non si risveglia, intende usare una procedura medica a loro sconosciuta, ma quando resta solo con la ragazza richiama a sé l'insetto che si era annidato in lei, era quello che l'aveva fatta ammalare e adesso Morgana sta meglio, tutti credono erroneamente che Edwin l'abbia salvata con le proprie conoscenze mediche. Edwin mente affermando che Morgana stava per morire a causa di un'emorragia cerebrale e questo mette Gaius in una brutta posizione dato che le aveva dato un rimedio a base di achillea e rosmarino, infatti dal momento che il rosmarino favorisce la circolazione sanguigna la perdita di sangue l'avrebbe uccisa più velocemente. Gaius però non si fida di Edwin, infatti un sintomo dell'emorragia cerebrale è la perdita di sangue dall'orecchio e quando aveva visitato Morgana non ne aveva trovato traccia. Merlino rimane affascinato da Edwin quando scopre che egli è un mago, infatti anche Edwin ha capito che Merlino pratica la magia, cerca di convincerlo a condividere le loro conoscenze affinché possano rendere il mondo un posto migliore con i loro poteri. Gaius ha la sensazione che Edwin abbia qualcosa di famigliare, consulta alcuni degli archivi risalenti alla Grande Epurazione, e scopre che Edwin è il figlio di Gregor e Jaden, erano due stregone che Uther fece uccidere bruciandoli vivi, Edwin si era ustionato il volto nel vano tentativo di salvarli, infatti ha preso il cognome da nubile di sua madre. I genitori di Edwin erano amici di Gaius, lo accusa di averli traditi, in ogni caso se Gaius oserà intralciare Edwin egli rivelerà a Uther che Merlino è un mago e il ragazzo verrà ucciso, come successe ai genitori di Edwin. Gaius ha capito che Edwin vuole fare del male a Uther, egli non vuole voltare le spalle al proprio re, ma Merlino rischia la vita se Edwin rivelasse a Uther il segreto del ragazzo. Gaius scende nei sotterranei e parla con il Grande Drago il quale gli rivela che Merlino e Artù daranno vita insieme al grande regno di Albione, di conseguenza è inutile che Gaius si ostini a ostacolare il destino di Merlino, inoltre gli fa comprendere che la morte di Uther sarà un elemento fondamentale affinché il regno di Artù possa prosperare, finché Uther sarà vivo Camelot non sarà mai un regno migliore, di conseguenza Gaius non può continuare a illudersi di poter salvare sia Uther che Merlino, soltanto uno dei due potrà sopravvivere. Uther decide di privare Gaius del titolo di medico di corte in favore di Edwin quando quest'ultimo lo accusa di usare pratiche mediche ormai rudimentali, in ogni caso Uther non vuole bandirlo dal palazzo alla luce del fatto che Gaius è stato un servo leale, almeno finché troverà un'altra abitazione ed è disposto a dargli del denaro. Gaius decide però di andarsene, preferisce non mettere Uther al corrente delle vere intenzioni di Edwin ritenendolo il solo modo per proteggere Merlino. Edwin fa bere a Uther un rimedio per il dolore che lui sente alla spalla destra causato da una vecchia ferita in battaglia, ma in realtà è un paralizzante, adesso Uther è immobile. Edwin usa uno dei suoi insetti che entra nell'orecchio di Uther, a breve lo ucciderà, e una volta che il re sarà morto la magia potrà regnare nuovamente su Camelot. Interviene Gaius che affronta Edwin, rivelandogli che fece uccidere i suoi genitori perché la magia che loro praticavano era oscura e purtroppo Edwin è uguale a loro. Gaius tenta di usare la magia contro Edwin ma è inutile, è da troppi anni che Gaius non la pratica e non riesce a usarla, Edwin evoca delle fiamme con le quali prova a bruciare vivo Gaius, ma arriva Merlino in suo aiuto. Edwin con la magia scaglia un'ascia contro Merlino, tuttavia quest'ultimo con i propri poteri devia l'ascia contro Edwin uccidendolo, così una volta morto il fuoco da lui evocato con la magia svanisce e Gaius riesce a salvarsi indenne. Gaius scopre che gli insetti che Edwin usava sono Scarabei di Elanthia, possono entrare a contatto con il cervello di una persona e ucciderla. Merlino e Gaius vanno nella camera da letto di Uther il quale è incosciente, Merlino usa la magia per richiamare l'insetto facendo sì che esso esca dal corpo di Uther, salvandogli la vita. Gaius rimane sbalordito, vedendo Merlino usare la magia capisce che lui ha delle capacità eccezionali. Uther riassegna a Gaius il titolo di medico di corte scusandosi con lui per aver dubitato del suo valore. Uther crede erroneamente che sia stato Gaius a salvarlo, ignora che in realtà è Merlino che gli ha impedito di morire, ma in ogni caso Merlino è lieto che sia Gaius a prendersi tutti i meriti.
- Guest star Julian Rhind-Tutt (Edwin Muirden), Michael Cronin (Geoffrey di Monmouth).
- Ascolti UK: telespettatori 6 000 000[3]

## Le porte di Avalon
- Titolo originale: The Gates of Avalon
- Diretto da: Jeremy Webb
- Scritto da: Ben Vanstone

### Trama
Morgana ha un incubo nel quale sogna Artù che sta per morire immerso nell'acqua e sopra di lui c'è una giovane ragazza. Intanto mentre Artù e Merlino vanno a caccia nel bosco vedono un uomo e sua figlia che vengono attaccati da dei briganti, li uccidono tranne uno che fugge. L'uomo, il cui nome è Aufric, e la figlia Sofia, sono riconoscenti ad Artù, tra l'altro il principe li porta nel castello e Uther accetta di dare a entrambi ospitalità. Morgana è spaventata, Sofia è la ragazza che ha visto nel suo sogno, temendo che lei farà del male ad Artù. Ne parla con Gaius e Ginevra che però hanno opinioni diverse: infatti quest'ultima prova a convincere Morgana a parlarne con Uther mentre Gaius le chiede di tacere, se il re scoprisse che Morgana ha poteri divinatori potrebbe farla uccidere, infatti anche se Ginevra crede ingenuamente che l'affetto di Uther per Morgana trascenda l'astio verso la magia, Morgana è consapevole che invece la farebbe giustiziare. I briganti che prima avevano attaccato Sofia e il padre erano in realtà in combutta con loro, era tutta una messa in scena, tuttavia l'unico brigante sopravvissuto è adirato perché i suoi compagni sono morti, in ogni caso Aulfric usa uno scettro magico per uccidere anche lui. Artù è attratto da Sofia, la quale però usa la magia per plagiare la mente di Artù inducendolo ad amarla in maniera irrazionale. Gaius confessa a Merlino che Morgana può vedere il futuro, è da tanto che Gaius la segue, già sospettava che la ragazza possedesse dei poteri magici, ma è fondamentale che Uther non lo sappia, la preveggenza è un potere che non si discosta di molto dalla magia, sapendo del dono di Morgana potrebbe giustiziarla. Merlino segue Aulfric in piena notte e lo vede raggiungere il lago di Avalon, poi Aulfric dal lago evoca una luce, dunque Merlino usa la magia per vedere con più chiarezza quello che sta succedendo scoprendo che la luce è in realtà un Sidhe. Infatti anche Aulfric e Sofia sono dei Sidhe, vennero condannati a vivere come due essere umani e morire dopo aver trascorso una breve vita mortale come punizione per il crimine commesso da Aufric: quest'ultimo uccise un altro Sidhe. Tuttavia Aulfric può riscattarsi della sua colpa dando in sacrificio un principe, la sua scelta ricade su Artù, lo ucciderà per ottenere il perdono dei Sidhe. Merlino racconta a Gaius quello che ha visto, l'anziano uomo afferma che questa è solo la prova che Merlino è un essere prodigioso perché quello che aveva visto al lago erano i cancelli di Avalon, l'accesso al regno dei Sidhe, in genere un mortale può vederli solo se è in punto di morte. Artù, plagiato dall'incantesimo d'amore di Sofia, annuncia a Uther la sua intenzione di sposarla, lui però nega il permesso e vedendo l'insistenza di Artù il quale afferma che sposerà Sofia anche senza il consenso paterno, Uther minaccia di condannare a morte sia Sofia che il padre se Artù continua ad avanzare pretese. Artù ormai, completamente succube di Sofia, viene condotto al lago di Avalon dove lei e suo padre si preparano a ucciderlo come sacrificio. Aulfric tuttavia spiega alla figlia che l'accordo fatto con i Sidhe prevede che solo lei torni a essere una di loro, Aulfric è disposto a morire come umano vivendo la sua vita mortale, egli agisce solo nell'interesse di Sofia. La ragazza immerge Artù nel lago, il principe perde i sensi (come nel sogno di Morgana) a breve si apriranno i cancelli di Avalon, ma interviene Merlino che con la magia ruba uno degli scettri in possesso di Aulfric e Sofia, e usando il suo potere distrugge sia Aulfric che la figlia, salva Artù il quale rinsavisce. Merlino discute con Gaius dei poteri di Morgana avanzando l'ipotesi che forse anche lei sa usare la magia, lui e Morgana sono uguali. Tuttavia Gaius ritiene che la cosa migliore sia che Morgana eviti di familiarizzare con la propria magia, sentendo che è il modo migliore per tenerla al sicuro da Uther.
- Guest star: Holliday Grainger (Sofia), Kenneth Cranham (Aulfric).
- Altri interpreti: Ben Adams (Bandito), Michael Jenn (Sidhe Elder).
- Ascolti UK: telespettatori 6 450 000[3]

## L'inizio della fine
- Titolo originale: The Beginning of the End
- Diretto da: Jeremy Webb
- Scritto da: Howard Overman

### Trama
Un uomo, accompagnato da un bambino, va a Camelot per comprare delle provviste, provano poi a fuggire dato che le guardie del regno tentano di catturarli, infatti sono dei druidi. L'uomo viene catturato mentre il bambino scappa benché una delle guardie lo ferisce al braccio con una spada. Merlino e il bambino comunicano con la forza della mente, entrambi sono creature magiche, Merlino lo porta con sé nella camera da letto di Morgana chiedendo a lei e Ginevra di nascondere il piccolo. Morgana guarda il bambino in maniera strana, per qualche motivo sceglie di aiutare Merlino a proteggerlo dalle guardie. Uther fa giustiziare il druido il quale viene decapitato dal boia, il bambino percependo la sua morte distrugge uno specchio con la forza della propria magia. Uther vuole il bambino, dal momento che è ferito ha già capito che non può essere fuggito, si nasconde e qualcuno lo sta aiutando, ciò che vuole e giustiziare anche lui incaricando Artù di trovarlo. Quest'ultimo tuttavia non trova giusto l'atteggiamento di suo padre, non solo perché egli vuole uccidere un bambino, ma anche perché Artù non considera i druidi una minaccia, sono sempre stati una comunità pacifica, Uther infatti li considera nemici solo perché praticano la magia, è convinto che cospirino contro di lui. Gaius spiega a Merlino che i druidi in genere trovano ragazzini con poteri simili a quelli del bambino che lui sta accudendo e li allevano facendoli diventare membri della loro comunità. Merlino è sorpreso che Morgana abbia aiutato il piccolo benché sia la figliastra di Uther. Morgana ammette di non condividere il disprezzo di Uther per la magia, da lei ritenuta non un crimine, ma semplicemente un destino da cui alcuni non possono sottrarsi. Ginevra trova strano che Morgana si sia affezionata al bambino così velocemente, non l'aveva mai vista comportarsi così. Il bambino ringrazia Merlino chiamandolo con uno strano nome: Emrys. Il mago va dal Grande Drago il quale ha percepito la presenza del bambino; Merlino gli chiede perché lo aveva chiamato Emrys, il Grande Drago gli rivela che questo è uno dei nomi con cui Merlino è conosciuto perché esistono racconti che narrano il glorioso destino che lo attende. Tuttavia il Grande Drago gli sconsiglia di salvare il giovane druido, lui e Merlino possiedono entrambi il dono della magia, ma non deve commettere l'errore di credere che siano simili. Merlino chiede a Gaius di aiutare il piccolo, quindi il medico visita il bambino e lo aiuta a stare meglio, una volta guarito Morgana decide di riportarlo dalla comunità dei druidi, anche se Merlino si era offerto di farlo al suo posto, lei non trova giusto che il ragazzo debba rischiare in prima persona ritenendo che debba essere lei ad adempiere a questo compito. Con il favore della notte, Morgana cerca di lasciare Camelot con il bambino, ma Artù e le guardie riescono a stanarli catturandoli. Uther è furibondo con Morgana, lei non si pente di quello che ha fatto trovando ingiusto l'accanimento di Uther verso i druidi che non gli hanno mai fatto niente. Uther non intende giustificarsi mettendo in chiaro che Morgana gli rivolgerà la parola solo quando si scuserà con lui. Artù tenta di convincere Uther a risparmiare il bambino, ritenendo che segregarlo nelle celle sia una condanna sufficiente e che ucciderlo non è necessario. Uther non vuole compromessi, se il bambino crescerà diventerà più potente e sarà in futuro una minaccia, è disposto a sorvolare su quello che ha fatto Morgana solo perché aveva promesso al defunto padre della ragazza, Gorlois, di prendersi cura di lei. Morgana chiede ad Artù di salvare il bambino, anche se lui non intende tradire il padre, Morgana è consapevole che egli non è come Uther e che governerà Camelot in maniera diversa. Morgana e Artù spiegano a Merlino che hanno in mente un piano per salvare il piccolo, lo porteranno fuori da Camelot passando dalle cripte, c'è un corridoio che porta lontano dal castello, conduce a una grata e Merlino dovrà raggiungerli dall'esterno. Merlino solleva un problema, se il bambino scappasse Uther intuirebbe che Morgana è coinvolta, infatti lei dovrà stare insieme a Uther quando il piccolo evaderà, così non potrà sospettare di lei. Merlino torna dal Grande Drago chiedendogli perché desidera la morte del druido, il Grande Drago gli spiega che il destino di Merlino è proteggere Artù, ma la presenza del bambino potrebbe impedirglielo. Merlino non capisce a cosa si riferisca dato che il proprio destino è vegliare su Artù, ma il Grande Drago gli dice «hai la risposta che cerchi»: ora Merlino ha capito, il bambino è destinato a uccidere Artù. Quest'ultimo scende nelle celle e fa bruciare un sacchetto al cui interno c'è un composto soporifero, infatti il fumo addormenta le guardie. Morgana va da Uther e fingendosi mortificata gli chiede perdono, e i due si mettono a cenare insieme. Artù fa uscire il bambino dalla cella, percorrono il corridoio, e infine raggiungono la grata che però blocca l'uscita, infatti Merlino non si presenta, anche se l'idea che il bambino muoia genera in lui dei rimorsi, teme che lui potrà realmente uccidere Artù se rimarrà in vita. Il piccolo druido attira l'attenzione di Merlino con la forza della mente chiamandolo Emrys con rabbia e autorevolezza. Merlino decide di raggiungerli staccando la grata dalla pietra, permettendo ad Artù di fuggire con il bambino, Merlino pare già pentito di averlo salvato quando il druido gli promette che si rivedranno. Uther una volta venuto a conoscenza dell'evasione del piccolo, capisce che Morgana lo ha manipolato, promettendole che se oserà tradirlo un'altra volta nemmeno la promessa fatta a Gorlois la proteggerà da lui. Artù nella foresta riporta il piccolo dai druidi che lo ringraziano, Artù però chiede ai druidi discrezione, nessuno dovrà mai sapere che il principe ha salvato il bambino. I druidi gli promettono che manterranno il segreto, prima di separarsi dal piccolo Artù gli domanda il suo nome e il bambino gli rivela di chiamarsi Mordred.
- Altri interpreti: Asa Butterfield (Mordred), Alun Raglan (Cerdan), Michael Burgess (Venditrice), Jamie Kenna (Guardia 1), Christian Bradley (Guardia 2), Trevor Seller (Iseldir).
- Ascolti UK: telespettatori 6 250 000[3]

## Excalibur
- Titolo originale: Excalibur
- Diretto da: Jeremy Webb
- Scritto da: Julian Jones

### Trama
Nimueh da un sepolcro fa risorgere un cavaliere, durante i festeggiamenti per la nomina di Artù a principe ereditario prorompe il cavaliere nero che sfida Uther, egli ha il volto coperto dall'elmo dell'armatura, ma Gaius e Uther riconoscono il vessillo sullo scudo: capiscono che si tratta di Tristan De Bois, egli era il fratello di lady Ygraine (la defunta madre di Artù e moglie di Uther). Gaius spiega a Merlino che Tristan è stato evocato come spettro, venne ucciso da Uther ma maledì Camelot con la promessa che sarebbe tornato. Owain e Pellinor, due dei cavalieri di Camelot, raccolgono la sfida al posto di Uther, affrontando Tristan ma vengono entrambi uccisi. Artù decide allora di sfidare lui stesso lo zio. Merlino prova a scoraggiarlo, tentando di far capire ad Artù che Tristan non è umano, non può ucciderlo, ma il principe non sente ragioni, è in gioco il suo onore di cavaliere. Mentre Uther è tutto solo riceve l'inaspettata visita di Nimueh, la quale gli ricorda come in passato loro due erano amici, Uther voleva un erede ma la moglie non riusciva a rimanere incinta, e dunque Uther chiese a Nimueh di usare la magia in modo che Ygraine rimanesse gravida. Il problema è che la magia doveva bilanciare l'equilibrio, infatti quando Artù è nato Ygraine morì perché era il prezzo da pagare, Nimueh non avrebbe mai usato la stregoneria per dare un figlio a Ygraine sa avesse saputo che lei sarebbe morta, tuttavia aveva messo in guardia Uther perché quel tipo di magia avrebbe comportato delle conseguenze (Uther uccise Tristan proprio perché quest'ultimo voleva vendicarsi di lui reputandolo colpevole della morte della sorella). Uther però non sente ragioni, per lui la magia è la sola colpevole del suo vedovato, fu da allora che bandì la magia dando vita alla Grande Epurazione, fece uccidere alcuni degli amici di Nimueh che come lei praticavano la stregoneria, adesso Nimueh desidera vendetta, Artù dovrà morire e Uther conoscerà lo stesso dolore che lei stessa aveva patito. Merlino tenta di eliminare Tristan con la magia proiettando delle fiamme, ma lui si rivela indifferente verso la stregoneria del ragazzo. Anche se Artù è il cavaliere più forte di Camelot, egli non può uccidere uno spettro, Merlino scopre che, stando a quanto raccontano alcune favole, un'arma temprata dal fuoco di un drago può annientare qualunque cosa, viva o morta che sia. Dato che Tom, il padre di Ginevra, è un fabbro, chiede alla ragazza di dargli la spada migliore che suo padre abbia mai forgiato (Excalibur) e la ragazza la consegna all'amico. Merlino si reca dal Grande Drago chiedendogli di usare il suo fuoco per animare la forza della spada. Il Grande Drago non sembra disposto a volerlo fare, Tristan desidera uccidere Uther e infatti il Grande Drago non lo considera un problema, tuttavia Merlino gli spiega che Artù, nel vano tentativo di proteggere Uther, si farà uccidere, e Camelot non avrà nessun regnante. Il Grande Drago spiega al mago che le armi temprate dal fuoco dragonico in passato non sono state usate per scopi nobili, donare il suo potere alla spada potrebbe rappresentare in futuro un rischio, a meno che non sia Artù il solo a brandirla. Accetta dunque di conferire il suo potere alla spada, ma impone a Merlino una condizione: Artù dovrà essere l'unico a impugnare l'arma. Merlino, incantato, vede il Grande Drago che con il proprio fuoco trasforma la spada, dandole il potere di eliminare uno spettro. Gaius inganna Artù facendolo addormentare con un sonnifero, è stato un ordine di Uther che infatti non vuole che combatta contro Tristan, il re di Camelot lo vuole sfidare lui direttamente. Merlino, sorpreso dal fatto che Uther voglia affrontare Tristan al posto di suo figlio, è adesso in una scomoda posizione, infatti quando Uther vede la spada che Merlino voleva consegnare ad Artù, la impugna lui stesso intuendo subito che è un'ottima arma, decidendo di servirsene nello scontro con Tristan. Uther combatte contro il cognato, e con la spada lo trafigge riuscendo a disintegrarne il corpo, uscendo dal duello come legittimo vincitore. Uther è rimasto impressionato dalla forza della spada, ammettendo che è l'arma migliore che abbia mai brandito. Merlino, con imbarazzo, va dal Grande Drago informandolo che effettivamente, com'era prevedibile, la spada ha annientato Tristan, ma a servirsene non è stato Artù come il mago aveva promesso, bensì Uther. Davanti a una tale rivelazione il Grande Drago urla per la rabbia, quella spada ora che è stata temprata dal suo fuoco dispone di un potere inimmaginabile, in mano a un individuo come Uther verrà usata solo per fare del male, imponendo a Merlino di sbarazzarsene dove nessuno andrà mai a cercarla. Merlino ruba la spada e la getta nel lago di Avalon.
- Guest star: Michelle Ryan (Nimueh), Michael Cronin (Geoffrey di Monmouth).
- Altri interpreti: Rick English (Cavaliere Nero), Christopher Fairbank (voce originale del Cavaliere Nero), Kyle Redmond-Jones (Sir Owain), Sean Francis (Sir Pellinor).
- Ascolti UK: telespettatori 6 470 000[3]

## Il momento della verità
- Titolo originale: The Moment of Truth
- Diretto da: David Moore
- Scritto da: Ben Vanstone

### Trama
Ealdor, il villaggio dove Merlino è nato e cresciuto, viene attaccato da una banda di briganti e saccheggiato. A guidare i briganti è lo spietato Kanen La madre di Merlino, Hunith, si reca a Camelot per chiedere aiuto contro i predoni, infatti Ealdor è nel regno di Cenred, ma quest'ultimo non intente proteggere il villaggio dato che si trova in un territorio di confine. Hunith si rivolte Uther il quale però, seppur a malincuore, non se la sente di intervenire poiché inviare dei soldati al villaggio potrebbe innescare un conflitto tra lui e Cenred alla luce del fatto che i due re hanno impiegato anni per trovare un accordo di pace e non vuole comprometterlo. Merlino decide così di partire per Ealdor dicendo addio ad Artù, sua madre ha la priorità e deve prendersi cura di lei. Inaspettatamente Artù, Ginevra e Morgana lo seguono, e insieme affrontano alcuni dei briganti che stavano attaccando il villaggio e li sconfiggono. Merlino incontra Will, un suo vecchio e caro amico, Artù decide di istruire i membri del villaggio preparandoli alla battaglia finale contro i briganti. Will è il motivo per cui Merlino ha lascito Ealdor, quando il ragazzo aveva scoperto che Merlino era un mago, Hunith mandò via suo figlio temendo che non avrebbe potuto tenere nascosti i suoi poteri ancora per molto. Will non se la sente di fiancheggiare Artù nella lotta contro Kanen accusando il principe di voler lottare solo per vanagloria non curante del fatto che gli abitanti di Ealdor, solo per seguirlo in questa lotta, probabilmente moriranno invano. Merlino ha capito che Will si comporta così solo perché ha dei pregiudizi verso Artù, infatti Merlino gli racconta che il padre di Will morì combattendo per il proprio re, Cenred, ecco perché nutre astio verso Artù e la sua figura di principe. Artù confessa a Merlino che nutre poche speranze sulla vittoria, ha provato a preparare gli abitanti di Ealdor alla lotta ma è evidente che non sono pronti a combattere. Anche se Hunith non è d'accordo, Merlino le confessa che sta prendendo in considerazione la possibilità di rivelare ad Artù la verità sui suoi poteri magici, ritenendo che se egli è un vero amico saprà accettarlo. Sta per iniziare la battaglia, proprio quando Merlino era sul punto di confessare ad Artù che in realtà è un mago, la conversazione viene interrotta da Morgana, la quale li informa che Kanen e i suoi uomini sono appena giunti. La battaglia ha inizio, e anche Will accetta di combattere, gli abitanti di Eldor lottano valorosamente, ma com'era prevedibile, Kanen e i suoi uomini sono sul punto di avere la meglio. Merlino, mentre è al fianco di Will, usa la magia per scatenare una tromba d'aria che terrorizza i briganti i quali scappano via, l'unico che è rimasto a combattere è Kanen il quale, non controllando la propria rabbia, sfida Artù. I due si affrontano armati di spada, ma Artù lo sconfigge senza troppi problemi e lo trafigge con la sua spada, gli abitanti di Ealdor hanno vinto e ora non sono più in pericolo. Artù però non è soddisfatto, ha capito che la tromba d'aria è stata il frutto della magia avendo notato che si è generata proprio dove si trovavano Will e Merlino, intuendo che uno dei due è un mago, pretende di sapere la verità. Kanen a causa della ferita sta per morire, ma con le sue ultime forza scaglia una freccia contro Artù con una balestra, tuttavia Will gli fa da scudo e per via della freccia muore. Nei suoi ultimi istanti di vita Will (per proteggere Merlino) mente ad Artù facendogli credere che è proprio lui il mago allontanando così i sospetti da Merlino, avendo protetto il suo segreto. Will muore dopo aver detto a Merlino che Artù sarà un grande re che lui avrà l'onore di servire. Purtroppo quello che è successo fa capire a Merlino che lui e Artù non possono ancora essere amici, infatti benché il principe sia dispiaciuto per la morte di Will, credendo erroneamente che egli era uno stregone, lo reputava pericoloso per via della magia che secondo lui praticava, adesso Merlino ha compreso di non poter confessare al principe la verità suoi propri poteri. Hunith convince Merlino a tornare a Camelot con Artù, loro due hanno bisogno l'uno dell'altro, confessando al figlio che è fiera di lui.
- Guest star: Alexander Siddig (Kanen), Joe Dempsie (William), Caroline Faber (Hunith).
- Altri interpreti: Jonathan Aris (Matthew).
- Ascolti UK: telespettatori 7 030 000[3]

## Il labirinto di Gedref
- Titolo originale: The Labyrinth of Gedref
- Diretto da: Stuart Orme
- Scritto da: Howard Overman

### Trama
Durante una battuta di caccia nella foresta, Merlino vede un unicorno e ne rimane affascinato, ma subito dopo Artù armato di balestra scocca una freccia con la quale uccide l'animale. Merlino è visibilmente deluso da quello che Artù ha fatto avendo ucciso un animale maestoso e innocente, ma Artù si diverte a deriderlo, oltre al fatto che stacca il corno dal corpo dell'animale regalandolo a Uther, che apprezza il gesto volendo fare del corno un trofeo da esporre. Per un momento Merlino, poco dopo che Artù uccise l'unicorno, aveva visto un anziano uomo dietro al principe. Uther nota che Gaius è preoccupato, l'anziano medico gli racconta che, essendo gli unicorni creature magiche, la loro morte per mano di un uomo, getta un'ombra di sventura. Uther non bada molto alle sue parole, Gaius spiega a Merlino che gli unicorni sono in via di estinzione, il fatto che Merlino ne abbia visto uno è stato un evento eccezionale. Ad un tratto i campi di grano nel territorio di Camelot, in una sola notte, sono appassiti, e come se non bastasse l'acqua del bacino sotterraneo è diventata sabbia. L'anziano che Merlino prima aveva visto si presenta a lui e Artù, il suo nome è Anhora, egli spiega al principe di Camelot che uccidendo l'unicorno ha gettato una maledizione nel regno, solo Artù può spezzarla ma verrà sottoposto a due prove, per poi scomparire. Artù si rifiuta di credere che lui stesso è stato la causa di tutto ciò, credendo erroneamente che Anhora abbia usato la magia per maledire Camelot. Merlino usa i suoi poteri per ritrasformare la sabbia in acqua, ma è tutto inutile, la maledizione trascende il potere della sua magia, purtroppo gli abitanti del regno devono razionalizzare le scorte di cibo e acqua che a breve si esauriranno. Merlino e Artù sorvegliano le scorte di grano, ma un uomo do nome Evan si intrufola per rubarne un po' venendo colto sul fatto, lui afferma di aver agito così perché i suoi figli non hanno di che sfamarsi. Artù lo perdona e gli dà il grano che aveva cercato di rubare. L'acqua ha ripreso a scorrere nel bacino, Merlino fa capire al principe che probabilmente Evan era stato mandato affinché Artù affrontasse la prima prova, e avendo mostrato a Evan misericordia Artù è riuscito a superarla. Quest'ultimo è ancora scettico al riguardo, ma è evidente che ora sta iniziando a dare più credito alla faccenda, anche perché adesso è necessario salvare il grano, specialmente ora che gli abitanti dei villaggi confinanti sono giunti a corte per chiedere del cibo, che ormai sta quasi per finire. Artù si rassegna, ha capito che è stato proprio lui a gettare (seppur involontariamente) la maledizione su Camelot, quindi lui e Merlino vanno nella foresta sperando di trovare Anhora, in effetti Artù lo intravede mentre l'anziano si allontana. Artù prova a seguirlo ma incrocia Evan il quale ha con sé molto cibo. Evan lo sbeffeggia, gli aveva mentito, il grano rubato non era per i suoi figli. Evan si diverte a provocarlo affermando che Uther si vergogna di avere un figlio come lui, Artù non riuscendo più a contenere la sua rabbia affronta Evan e i due combattono armati entrambi di spada, ma poi Evan scompare. Ancora una volta Anhora fa la sua apparizione spiegando ad Artù che quella era la seconda prova e purtroppo l'ha fallita, avrebbe dovuto ignorare le provocazioni di Evan ma invece ha tentato di ucciderlo avendo dimostrato la propria superficialità dal momento che era disposto a togliere la vita a un uomo solo per mero orgoglio. La frutta sta marcendo e Uther dà disposizione affinché ai sudditi non venga più dato cibo, da ora le poche scorte alimentari verranno date ai membri dell'esercito, Artù non condivide questa decisione, non intende lasciar morire i propri sudditi, propone a suo padre di chiedere aiuto agli altri regni, ma Uther si rifiuta di farlo temendo che verrebbe interpretato come un segno di debolezza. Artù, guardando suo padre che è disposto a sacrificare i suoi sudditi solo per salvaguardare il proprio orgoglio, probabilmente comprende l'errore che lui stesso ha commesso quando Anhora lo aveva rimproverato al fallimento della seconda prova. A breve il popolo morirà di fame, Merlino torna nel bosco e chiede ad Anhora di intervenire, quest'ultimo non desidera la rovina di Camelot ma non ha il potere di impedire la maledizione. Merlino gli giura che Artù è pentito di ciò che ha fatto, Merlino ammette che affiderebbe la propria vita suo principe se fosse necessario: sentendo queste parole Anhora accetta di mettere Artù davanti a un'altra prova ma se la fallirà allora per Camelot sarà la fine, ciò che devono fare è addentrarsi nel labirinto di Gedref. Il principe va lì e benché avesse dato a Merlino l'ordine di non seguirlo, il mago va con lui, e una volta raggiunto il labirinto di Gedref vi si addentrano, Anhora cattura Merlino e lo porta su una spiaggia dove poi vengono raggiunti da Artù quando egli trova l'uscita del labirinto. Artù chiede ad Anhora di liberare Merlino, affronterà la prova da solo, ma Anhora gli spiega che la presenza del suo servo è indispensabile per la prova con cui deve confrontarsi. Dà a entrambi un calice dal quale devono bere, ma uno dei due è avvelenato, è necessario che uno di loro muoia per superare la prova e annullare la maledizione, ovvero la persona che berrà dal calice avvelenato, senza rivelare ai due quale sia il calice contenente il veleno, ma a ciascuno dei due sarà consentito bere da un solo calice. Artù deve capire in quale calice sia il veleno, Artù seguendo il suggerimento di Merlino versa il liquido nel calice di Merlino nel proprio, adesso c'è un solo calice pieno, perlomeno sanno ora che il veleno è lì. Benché Merlino era disposto a sacrificarsi e a bere lui il veleno, Artù lo fa lui personalmente, ma una volta bevuto il principe sviene, non è morto infatti nel calice c'era solo un sonnifero, Artù doveva solo dimostrare la purezza del proprio cuore per riscattarsi dell'uccisione dell'unicorno, e infatti ha dato prova della sua nobiltà d'animo visto che era disposto a sacrificare al propria vita al posto di Merlino. La maledizione è annullata e il grano cresce rigoglioso a Camelot, tuttavia Artù non è pienamente soddisfatto, infatti prende il corno che apparteneva alla creatura che lui uccise e con Merlino va nel bosco, proprio lì ripone il corno. Ha capito di aver sbagliato a uccidere quell'animale, ma poi sotto lo sguardo incredulo di Artù e Merlino l'unicorno torna in vita, se infatti colui che uccide l'unicorno si rivela un puro di cuore egli risorge.
- Guest star: Frank Finlay (Anhora).
- Altri interpreti: Richard Riddell (Evan).
- Ascolti UK: telespettatori 6 710 000[3]

## Uccidere il re
- Titolo originale: To Kill the King
- Diretto da: Stuart Orme
- Scritto da: Jake Michie

### Trama
Tom, il padre di Ginevra, va a lavorare per un uomo misterioso che lo ha pagato per sciogliere il piombo. Davanti agli occhi di Tom, l'uomo utilizza la pietra di Mage, un'antica reliquia magica che possiede il potere della trasmutazione, per compie un incantesimo che trasforma il piombo in oro. Vengono interrotti da Arthur e dalle guardie reali, che arrestano Tom, ma non riescono a catturare lo stregone prima che scappi. Nel frattempo, Merlino viene svegliato dalla sensazione di una forte magia. Uther accusa Tom di tradimento per aver aiutato un noto nemico di Camelot. L'uomo per cui Tom stava lavorando è Tauren, che guida una famigerata banda di maghi con l'obiettivo di abbatterlo. Il re crede che Tom stesse fornendo armi agli stregoni e lo condanna a morte, e anche i locandieri che gli avevano dato ospitalità, anche se in realtà Tom non sapeva che Tauren praticasse la magia. Morgana aiuta Tom a evadere dalla cella, ma le guardie lo circondano e lo uccidono, Ginevra è straziata dal dolore. Nasce una controversia con Morgana, convinta dell'innocenza dell'uomo e del fatto che l'odio di Uther verso la magia lo porti a governare come un tiranno, senza giustizia e saggezza. Di fronte a una sfuriata della figliastra, Uther, irato, la fa rinchiudere nelle segrete. Quando Ginevra confessa a Morgana che Tauren è venuto da lei pretendendo la pietra di Mage dandole appuntamento nel bosco, Morgana si presenta al suo posto e, accecata dal risentimento, organizza un attentato nei confronti di Uther con la complicità di Tauren. Merlino, che aveva seguito Morgana assistendo di nascosto alla conversazione tra lei e Tauren, ora ha scoperto che Uther è in pericolo, tuttavia anche Merlino è stufo della crudeltà del re, non è sicuro di volerlo salvare. Chiede un consiglio sia al Grande Drago che a Gaius ma da entrambi ha pareri diversi, infatti se il Grande Drago è convinto che la morte di Uther è indispensabile affinché inizi il regno di Artù che dovrebbe riportare la pace e liberare la magia dall'oppressione, Gaius al contrario a dispetto dei numerosi difetti di Uther, non lo reputa un cattivo sovrano, egli in fondo ha riportato equilibrio a Camelot e in ogni caso Artù è ancora troppo immaturo, non è pronto per diventare un regnante. Morgana si scusa con Uther, ma è solo un modo per manipolarlo e tendergli un'imboscata, conversando con Uther però il discorso tra i due diventa imbarazzante, Gorlois perse la vita combattendo per Uther, e Morgana in fondo reputava il re fautore della morte del padre dato che Uther non gli mandò i rinforzi. Quando Merlino chiede a Ginevra se la morte di Uther le darebbe sollievo, la ragazza lo sorprende spiegandogli che prova per Uther solo indifferenza, e anche se le si presentasse l'opportunità di ucciderlo non lo farebbe perché scenderebbe al livello di Uther. Sentendo queste parole Merlino decide di salvare il re, intanto Uther si scusa con Morgana per la morte di Tom avendo capito che lei si identifica con Ginevra dal momento che anche Morgana ha perso il proprio padre. Morgana fingendo di apprezzare le sue parole, gli chiede di accompagnarla alla tomba di Gorlois per rendergli omaggio, e lui accetta con gioia. In realtà Morgana vuole solo tendergli una trappola, infatti giunti alla tomba di Gorlois il re è inconsapevolmente caduto in un agguato, Tauren e i suoi uomini sono lì appostati in attesa di attaccarlo. Merlino, senza farsi vedere, usa la magia per uccidere i soldati di Tauren. Intanto Uther confessa a Morgana che ammirava tanto Gorlois, era l'uomo migliore che conosceva nonché il suo amico più fidato, e in Morgana rivede lui, sa di aver sbagliato a condannare a morte Tom, ha bisogno di Morgana e del suo affetto per essere un re migliore. Queste parole riescono a scuotere Morgana, la quale capisce di provare ancora dell'affetto per Uther, intanto Tauren tramortisce Merlino avendo notato la sua presenza, poi attacca il re, ma proprio quando era sul punto di ucciderlo, Morgana armata di pugnale uccide Tauren, infine lei e Uther si abbraccia con Merlino che li guarda con un'espressione soddisfatta.
- Guest star: David Durham (Tom), Cal MacAninch (Tauren).
- Ascolti UK: telespettatori 6 310 000[3]

## La morte di Artù
- Titolo originale: Le Morte d'Arthur
- Diretto da: David Moore
- Scritto da: Julian Jones

### Trama
Artù e i suoi uomini sono a caccia e vengono attaccati da una gigantesca creatura. Tornati al castello, Gaius dice che si tratta della Bestia Errante e che la sua comparsa è avvisaglia dell'avvento di un periodo di grande sconvolgimento, ma Uther è convinto che sia solo una sciocca superstizione.
Il giovane principe è preoccupato per la sicurezza del suo popolo e decide di sconfiggere la bestia. Gaius spiega la storia della bestia errante a Merlino: un suo morso e sei morto, non c'è alcuna cura. Morgana intanto ha un terribile incubo: Artù viene attaccato dalla bestia e non ha scampo. 
Il mattino seguente, il principe raduna i suoi cavalieri ed è pronto a partire, ma Morgana corre da lui per avvertirlo. Ha visto delle cose terribili e non può andare. 
Artù non vuole ascoltarla e ordina a Merlino di riportarla dentro e avvisare Gaius che ha avuto ancora uno dei suoi incubi. Poco dopo Artù e Merlino, scortati dai cavalieri, vanno nella foresta e si addentrano in una grotta dove potrebbe nascondersi la bestia. Merlino e Artù vengono attaccati e il giovane principe cade a terra. Merlino attira l'attenzione della bestia e riesce a sconfiggerla con la magia, uccidendo il mostro infilzandolo alla gola con una spada, poi corre da Artù e si accorge che il ragazzo è stato morso. 
Di ritorno al castello, Gaius è preoccupato per la salute del principe e dice che bisogna avvertire il re. Merlino intanto prova a salvarlo con la magia, ma nessuna delle sue formule funziona. Poco dopo Uther chiede a Gaius di fare il possibile per trovare una cura, poi prende fra le braccia il figlio e lo porta nelle sue stanze aiutato dai giovani cavalieri. Merlino si reca dal drago dicendogli che non ha compiuto il suo destino, Artù è stato morso dalla bestia errante e non riesce a salvarlo. 
Il drago gli dice che forse c'è una cosa che può fare. La bestia è una creatura evocata dalla magia antica e deve usare quella stessa magia per salvarlo. Deve trovare chi la pratica ancora, coloro che detengono il potere sulla vita e sulla morte. Deve recarsi in quella che è chiamata l'Isola dei Beati, dove ancora si può percepire il potere degli antichi. Lì scoprirà come salvare il principe. Merlino lo ringrazia e il drago gli ricorda che il giovane principe deve vivere a qualunque costo. 
Il giovane mago parla a Gaius dell'Isola dei Beati, ma l'anziano medico non vuole che vada, è un posto troppo pericoloso. I sacerdoti hanno potere sulla vita e sulla morte e per salvarlo chiederanno sicuramente una vita in cambio. Merlino però si dice pronto a pagare qualsiasi prezzo per salvare Artù. Il giovane decide così di partire per l'Isola dei Beati. Intanto le condizioni del principe non migliorano e il re siede accanto a lui affranto. Più tardi Ginevra fa visita ad Artù e manda a riposare il povero Gaius. Mentre la donna lo accudisce, parla con lui dicendosi sicura che non morirà perché un giorno sarà re, un re che il popolo amerà e sarà orgoglioso di avere come sovrano. Gaius intanto cerca di confortare Uther, mentre Merlino giunge sull'isola e incontra Nimueh.
La donna sa cosa vuole chiedergli e gli ricorda che per una vita salvata deve esserci una morte. Merlino dice di essere disposto a donare la sua vita e Nimueh gli mostra la coppa della vita, da cui distilla l'acqua della vita. Se Artù la berrà, vivrà. Merlino torna al castello da Gaius e gli dice che Artù deve bere quell'acqua per guarire. I due si recano subito nella stanza del principe, ma vengono sorpresi da Uther cui raccontano che si tratta di una tintura estratta dalla pianta di lobelia che cura i morsi velenosi. Morgana consiglia a Merlino di stare attento, come se istintivamente avesse capito che lui ha usato su Artù la magia per guarirlo.
Dopo poco Artù si risveglia, ma il prezzo da pagare per la sua salvezza è molto più alto di quello che Merlino si aspetta: il giovane mago, infatti, non muore, ma il mattino seguente lo attende una brutta sorpresa: sua madre si presenta da lui gravemente malata. Gaius gli chiede chi abbia incontrato sull'isola e Merlino gli dice di aver parlato con Nimueh, ma di aver offerto la propria vita e non quella di sua madre. Il giovane mago se la prende con il drago per avergli mentito. 
Lui gli dice che non poteva permettere che morisse perché il suo destino è quello di proteggere Artù finché non salirà al trono. Merlino però non può perdonarlo e si allontana dicendo che non tornerà mai più da lui e che resterà intrappolato lì per sempre come punizione. Il Grande Drago si arrabbia scagliando il proprio fuoco contro il ragazzo, ma Merlino allontana da sé le fiamme con la sua magia. Più tardi si confida con Gaius e gli dice di voler tornare sull'isola e cedere la sua vita per quella di sua madre. L'uomo cerca di convincerlo a non farlo perché la sua vita è molto importante ma Merlino è determinato, deve fare la cosa giusta. 
Decide così di partire, ma prima va a salutare Artù e sua madre. Il mattino seguente trova una lettera di Gaius in cui l'uomo gli spiega di essere partito al suo posto, perché la vita del ragazzo è troppo importante per essere sprecata e ritiene un onore sacrificarsi per questo, anche perché lo ama come il figlio che non ha mai avuto. Merlino non può permetterlo, così parte cercando di raggiungere Gaius in tempo. Gaius arriva da Nimueh e le spiega che Merlino ha intenzione di sacrificare la sua vita per quella di sua madre. 
Lui però è disposto a morire al posto del giovane mago. Nimueh è stupita della sua richiesta, e pensa che uno stregone come Gaius non dovrebbe morire così, ma decide di esaudire la sua richiesta. Poco dopo arriva Merlino e si arrabbia perché aveva chiesto di prendere la sua vita, e non quella di sua madre o di altri. Fra i due si scatena una piccola battaglia di magia nella quale Nimeh con colonne e globi di fuoco colpisce al cuore Merlino. Il giovane è disteso a terra ma riesce a rialzarsi e scatena contro di lei un lampo mentre è girata. Nimueh viene colpita da un fulmine e muore. Merlino corre da Gaius, lo crede morto ma l'uomo si riprende e, quando apprende che Nimueh è morta, rimane di stucco. Merlino è riuscito a padroneggiare il potere della vita e della morte. Intanto il drago è infuriato, chiama a gran voce Merlino e Morgana avverte il suo richiamo: in linea con quello che aveva detto Gaius la Bestia Errante preannuncia l'arrivo di un periodo di crisi ed è evidente che Morgana avrà un ruolo in tutto ciò.
- Guest star: Michelle Ryan (Nimueh), Caroline Faber (Hunith).
- Ascolti UK: telespettatori 6 270 000[3]